# کیم چائک
کیم چائک (김홍계؛ ۱۴ اوت ۱۹۰۳ – ۳۱ ژانویهٔ ۱۹۵۱) نظامی و سیاست‌مدار اهل کره شمالی بود.